# Bleu d’Auvergne

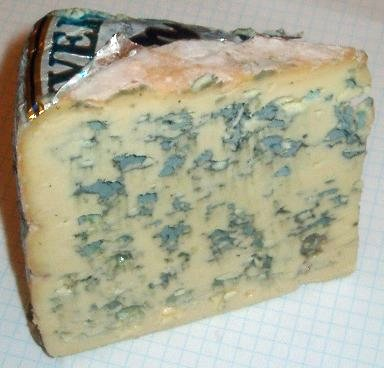
Bleu d’Auvergne

Der Bleu d’Auvergne ist ein französischer Blauschimmelkäse, der aus roher oder pasteurisierter Kuhmilch hergestellt wird. Herstellungsregionen sind die Auvergne, die Pyrenäen, Limousin und das Languedoc, die mehr als 600 zugelassenen Gemeinden liegen in den Départements Aveyron, Cantal, Corrèze, Haute-Loire, Lot, Lozère und Puy-de-Dôme. Das Gebiet liegt mindestens 500 m über dem Meeresspiegel. Der Käse fällt seit 1975 unter die Appellation d’Origine Contrôlée und seit 1996 unter die Appellation d’Origine Protégée. Er ist damit ein Produkt mit geschützter Ursprungsbezeichnung und genau beschriebenen Herstellungsbedingungen.

## Herstellung
Die Milchviehherden dürfen nur aus Tieren bestehen, die in der Region geboren und aufgezogen wurde. Sie bestehen aus den Rinderrassen Abondance, Aubrac, Brune, Ferrandaise, Simmental Française und Tarentaise. Soweit es die Witterung zulässt, ist Weidehaltung der Kühe vorgeschrieben, mindestens aber an 150 Tagen im Jahr. Das Futter muss im Jahresschnitt zu mindestens 70 % aus Gras und Heu bestehen und ebenfalls aus der Appellation stammen. Die Milch darf roh, thermisiert oder pasteurisiert  sein und muss aus dem Gebiet der Appellation stammen. Die Homogenisierung und Standardisierung des Fettgehalts ist zulässig. Bei der Herstellungsart fermier wird die Milch von höchstens zwei aufeinanderfolgenden Melkvorgängen verwendet. Nach einer Vorreifungsphase von mindestens 4 Stunden wird die Milch auf 30 bis 34 °C erwärmt und ihr dann  Blauschimmelkulturen (Penicillium roqueforti) zugefügt. Es folgt die Dicklegung mit Lab. Nach der Gerinnung wird der größte Teil der Molke vom Käsebruch getrennt, der Käsebruch wird in Würfel von Maiskorn- bis Haselnussgröße geschnitten. Der Bruch wird gerührt, so dass sich die Körner verfestigen. Es bildet sich eine Membran, diese fördert die Bildung von Hohlräumen, in denen sich der Blauschimmel entwickeln kann. Nach dem Abfüllen in die Form folgen das Abtropfen ohne Pressen bis zu 72 Stunden, und schließlich das Salzen. Zur besseren Entwicklung des Edelschimmels wird der Käse einmal durchstochen, die Zeit zwischen dem Dicklegen und dem Pikieren beträgt maximal 10 Tage. Die Reifung erfolgt in feuchten, kühlen und belüfteten Kellern. Ab dem Zeitpunkt des Pikierens reift der Käse mindestens 15 Tage lang nackt in einem Keller bei einer Temperatur zwischen 6 und 12 °C und einer Luftfeuchtigkeit von über 90 %. Danach wird der Käse bei 0 bis 6 °C gelagert, bis die Mindestreifzeit von 28 Tagen ab der Dicklegung erreicht ist.
Traditionell wird der Käse in runden Käselaiben hergestellt, wobei die Laibe mittlerweile einen Durchmesser von 19 bis 23 Zentimeter und eine Höhe von 8 bis 11 Zentimeter haben, sowie ein Gewicht von 2 bis 3 kg. Früher wurden auch kleinere Laibe mit einem Durchmesser von 10 Zentimeter und geringerer Höhe hergestellt. In den Export kamen auch rechteckige Sorten, bei denen die Form 29 Zentimeter lang, 8,5 Zentimeter breit und etwa 2,5 Kilogramm schwer waren. Herstellungskategorien sind Fermier, Coopératives und Industriel. Der Fettgehalt beträgt 50 % F.i.Tr.
2023 wurden 5277 Tonnen hergestellt, davon 134 Tonnen Fermier.

## Geschichte
Laut verbreiteter Ansicht hat der Käse seinen Ursprung im Bleu de Laqueuille, der 1850 in Laqueuille entstanden sein soll und sich von dort in der Auvergne verbreitete, wo er als Bleu de Auvergne gehandelt wurde.
In einer EU-Verordnung von 2008 zur Anpassung der AOP Produktspezifikation ist zur Geschichte erwähnt: „Der Ursprung dieses Käses geht auf den Anfang des 19. Jahrhunderts zurück, wo er auf den vulkanischen Hochflächen des Massif Central hergestellt wurde. Sein Ruf verbreitete sich schnell bis nach Paris, wo der Sänger Francisque Bathol 1879 sein Lob sang.“

## Verwendung in der Küche
Zum Bleu d’Auvergnes passt als Wein besonders gut ein Sauternes oder ein ebenfalls aus der Auvergne stammender Saint-Pourçain. Er schmeckt gut zu Chicorée, Nüssen und rohen Champignons. Der Käse lässt sich außerdem gut zu heißen Pastasaucen verarbeiten und in Salatdressings verwenden.